# Crenicichla hadrostigma
Crenicichla hadrostigma és una espècie de peix de la família dels cíclids i de l'ordre dels perciformes.

## Morfologia
Els mascles poden assolir els 11,4 cm de longitud total.

## Distribució geogràfica
Es troba a Sud-amèrica: Brasil.